# Dormitori

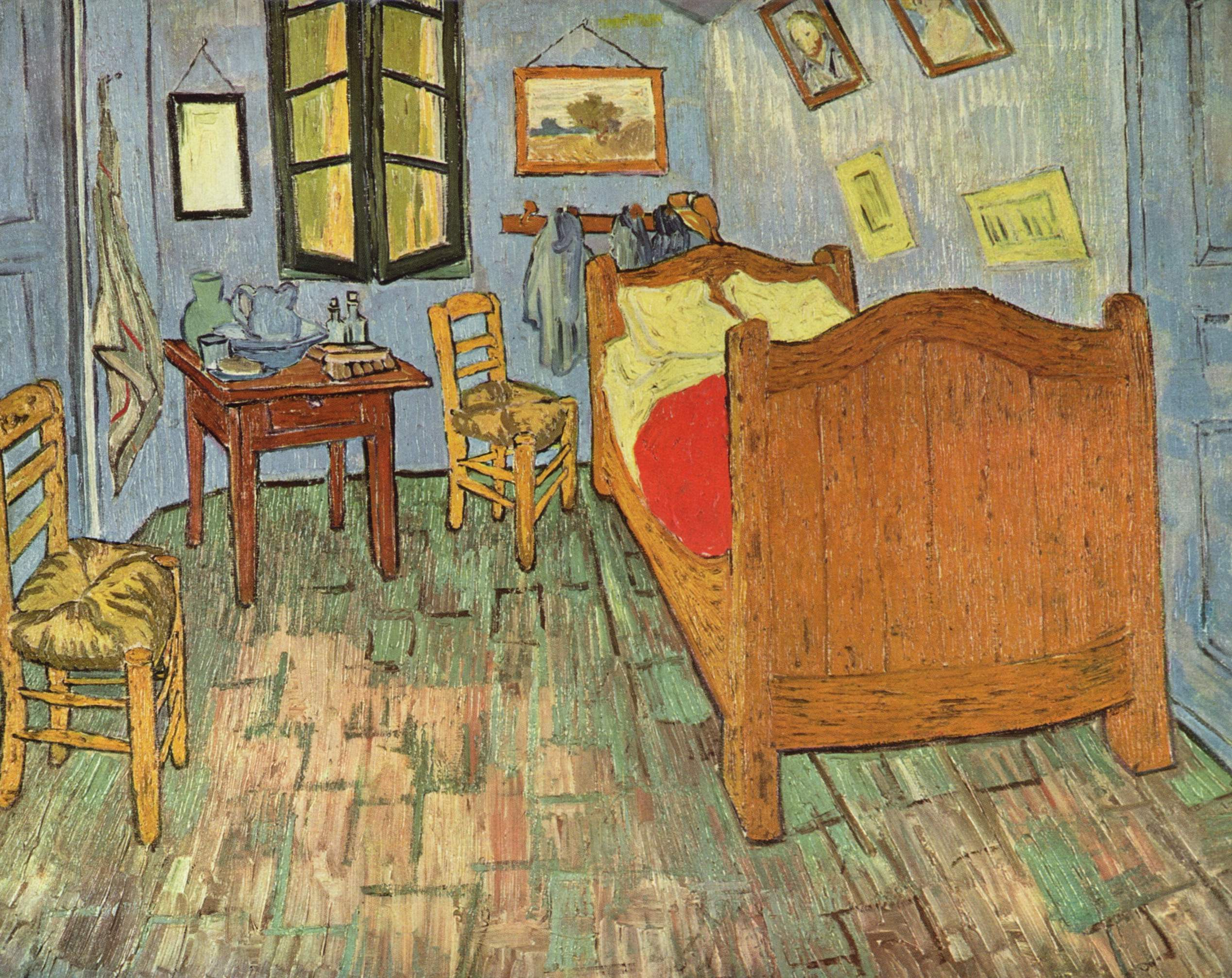
Dormitori en un quadre de Vincent van Gogh

Un dormitori és una habitació emprada, sobretot, per a dormir-hi, i/o descansar. No obstant això, també pot utilitzar-se per llegir, veure la televisió, vestir-se o realitzar altres activitats.
En algunes cultures, els dormitoris específics constitueixen una part important de la llar. En altres, els espais usats principalment per a altres activitats durant el dia es converteixen en dormitoris durant la nit.

## Història

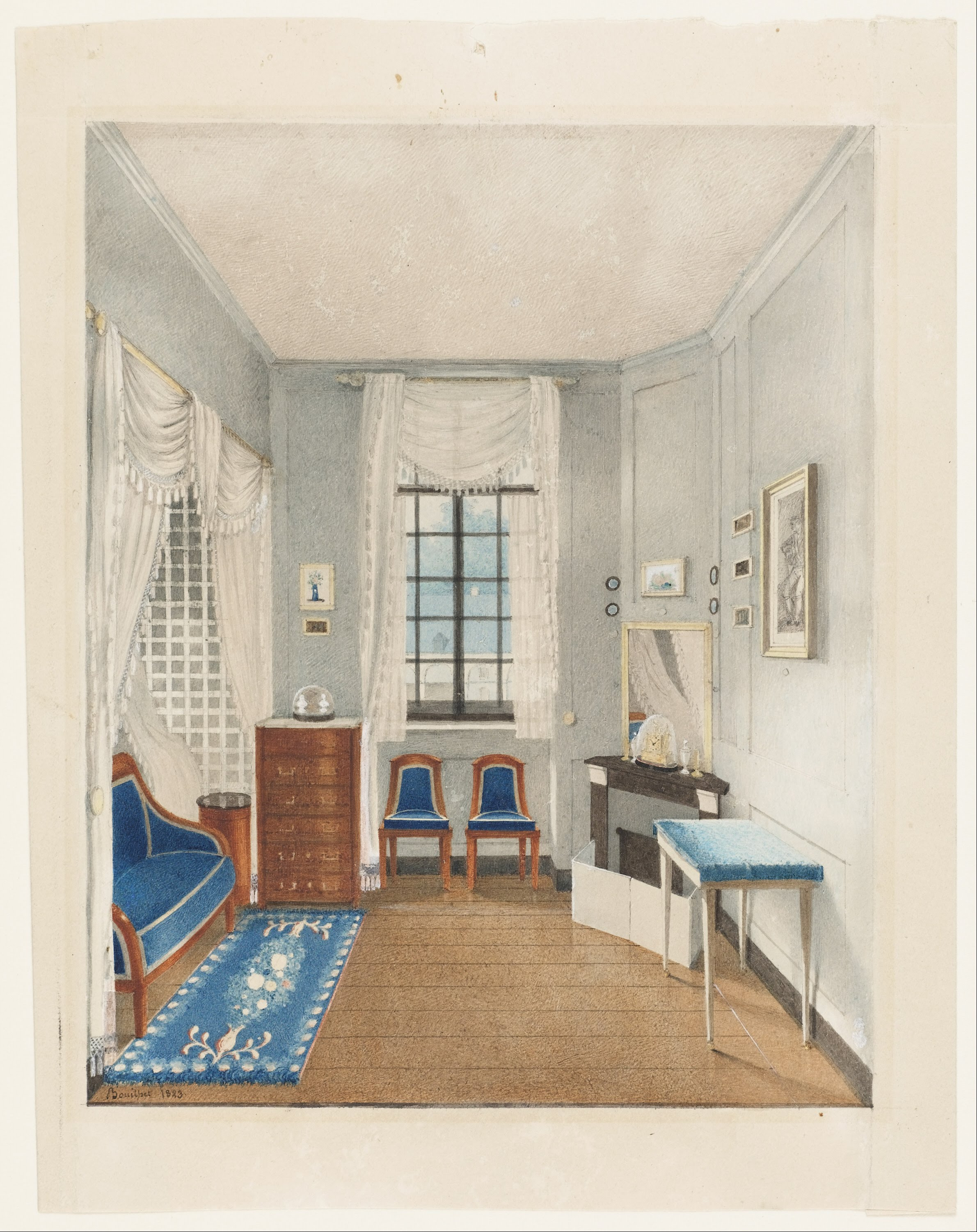
Il·lustració d'un dormitori de França

La història del dormitori és un recorregut fascinant a través del temps, que reflecteix els canvis socials, els avenços tecnològics i els valors culturals en constant evolució. El dormitori, com a espai privat per dormir, descansar i reflexionar, ha experimentat una transformació significativa al llarg dels mil·lennis. El seu disseny, funció i significat han canviat juntament amb els canvis a les estructures familiars, les classes socials i la història més àmplia de l'arquitectura i els interiors.

### Història primerenca: Civilitzacions antigues
A les civilitzacions antigues, els arranjaments per dormir estaven profundament influenciats per l'estatus social i la disponibilitat de recursos. A l'antic Egipte, Grècia i Roma, el dormitori era un símbol de riquesa i privadesa. Els egipcis sovint usaven llits amb materials luxosos, que incloïen marcs de fusta, llençols de lli i coixins fets de pedra o fusta. Els seus llits eren baixos, cosa que reflectia l'enfocament dels egipcis tant cap a la comoditat com cap a les pràctiques espirituals, ja que creien que dormir prop del terra era important per a la connexió amb els déus.
A l'antiga Grècia i Roma, el dormitori també era un espai per al descans privat, però tenia un paper més multifuncional. Els llits grecs, o “kline,” eren sovint simples en el seu disseny, però incloïen característiques com un matalàs farcit de llana o plomes. Els romans van portar això un pas més enllà, desenvolupant dissenys més elaborats pels seus llits, sovint utilitzant marcs de ferro i bronze amb matalassos luxosos. Els dormitoris estaven típicament connectats amb els espais més grans de la casa i sovint es feien servir per a altres activitats, com reunions socials, especialment entre l'elit.

### Període medieval: privadesa i funcionalitat
Durant l'Edat Mitjana, la funció del dormitori va començar a canviar, ja que el concepte de privadesa va començar a evolucionar. Tot i que a l'Europa medieval encara se seguia la tradició de dormir en espais compartits, el dormitori va començar a emergir com una àrea més diferent per a individus o parelles. L'aristocràcia rica va començar a utilitzar llits més grans i elaborats amb quatre pals, sovint amb pesades cortines per mantenir la calor i la privadesa. Aquests llits eren símbols d'estatus, sovint tallats de forma intrincada i acompanyats de tèxtils luxosos com tapissos i pells.
Durant aquest període, els arranjaments per dormir seguien sent comunals a moltes llars, especialment entre les classes baixes. Les famílies sovint compartien un llit, i la idea de privadesa personal no s'emfatitzava tant com ho faria més tard. Els camperols usaven matalassos senzills de palla, i sovint no existia un "dormitori" real; la gent dormia on hi havia espai disponible.

### Renaixement i era moderna primerenca: l'auge de l'individu
El Renaixement va marcar un canvi significatiu en el desenvolupament del dormitori, ja que la importància de la privadesa individual es va destacar més, particularment entre els rics. Aquesta va ser una època d'augment de la riquesa per a les classes altes europees, i els espais personals com els dormitoris es van començar a veure com a santuaris privats. Els llits amb quatre pals, amb tallats intricats i tèxtils luxosos, es van tornar més comuns, i va emergir el concepte de l′"habitació de dormir".
Als segles segle xvii i segle xviii, l'èmfasi creixent en la comoditat i la decoració va portar a dissenys més avançats. Els dormitoris es van fer més espaiosos i decorats amb mobles fins, inclosos grans miralls, cortines luxoses i roba de llit suau i esponjosa. Aquesta va veure la proliferació de mobles entapissats i l'ús generalitzat de materials com la seda i el vellut, que no només milloraven la comoditat, sinó que també mostraven la riquesa i l'estatus del propietari.
A les cases victorianes més grans, era comú tenir accessible des del dormitori un tocador per a la dama de la casa i un vestidor per al cavaller. Els dormitoris en àtic existeixen en algunes cases; atès que només estan separats de l'aire exterior pel sostre, generalment són freds a l'hivern i poden fer massa calor a l'estiu. El pendent de les bigues que sostenen un sostre inclinat també les fa inconvenients. A les cases on vivien els servents, sovint feien servir dormitoris a l'àtic.
Al segle xiv, la classe baixa dormia sobre matalassos farcits de fenc i palla d'escombra. Durant el segle xvi, els matalassos farcits de plomes van començar a guanyar popularitat entre els qui podien permetre'ls. A la persona comuna li aniria bé si pogués comprar un matalàs després de set anys de matrimoni. En el segle xviii, el cotó i la llana van començar a ser més comuns. El primer matalàs de molls helicoïdals no es va inventar fins al 1871. El matalàs més comú i més comprat és el matalàs de molls interns, encara que hi ha disponible una àmplia varietat de materials alternatius, com escuma, làtex, llana i fins i tot seda. La varietat d'opcions de fermesa va des d'un matalàs relativament suau fins a un de força ferm. Un dormitori pot tenir lliteres si dues o més persones comparteixen una habitació. Un orinal guardat sota el llit o en una tauleta de nit era habitual en el període anterior a la fontaneria i els banys domèstics moderns als habitatges.

### Revolució industrial: innovació i producció en massa
La Revolució Industrial als segles segle xvii i segle xix va revolucionar el disseny i ús del dormitori. Les tècniques de producció en massa van permetre la creació de mobles assequibles, inclosos els marcs de llit metàl·lics i els matalassos de ressorts. Aquesta democratització dels mobles va significar que persones de totes les classes socials poguessin tenir arranjaments de descans més còmodes i funcionals. La invenció del matalàs de ressorts de molles al segle xix va millorar dràsticament la comoditat, reemplaçant la palla, les plomes i la llana per un material més durador i de millor suport.
Al segle xiv, la classe baixa dormia sobre matalassos farcits de fenc i palla d'escombra. Durant el segle xvi, els matalassos farcits de plomes van començar a guanyar popularitat entre els qui els podien permetre. A la persona comuna li aniria bé si pogués comprar un matalàs després de set anys de matrimoni. Al segle xviii, el cotó i la llana van començar a ser més comuns. El primer matalàs de molls helicoïdals no es va inventar fins al 1871. El matalàs més comú i més comprat és el matalàs de molls interns, encara que hi ha disponible una àmplia varietat de materials alternatius, com escuma, làtex, llana i fins i tot seda. La varietat d'opcions de fermesa va des d'un matalàs relativament suau fins a un de força ferm. Un dormitori pot tenir lliteres si dues o més persones comparteixen una habitació. Un orinal guardat sota el llit o en una tauleta de nit era habitual en el període anterior a la fontaneria i els banys domèstics moderns als habitatges.
A les cases victorianes més grans, era comú tenir accessible des del dormitori un tocador per a la dama de la casa i un vestidor per al cavaller. Els dormitoris en àtic existeixen en algunes cases; atès que només estan separats de l'aire exterior pel sostre, generalment són freds a l'hivern i poden fer massa calor a l'estiu. El pendent de les bigues que sostenen un sostre inclinat també les fa inconvenients. A les cases on vivien els servents, sovint feien servir dormitoris a l'àtic.
Durant aquest període, el dormitori es va convertir en un espai més estandarditzat i privat dins de la llar. Amb els avenços a la fontaneria, les cases van començar a incorporar banys privats, cosa que va millorar encara més el paper del dormitori com un santuari personal. L'era victoriana, en particular, va veure el dormitori com un espai per a la privadesa, la intimitat i l'autocura, amb una clara distinció de les àrees públiques de la casa.

### seglexx: Personalització i modernitat
El segle xx va ser testimoni de més canvis en el disseny dels dormitoris, influenciats per noves idees sobre funcionalitat, estil i comoditat. A mesura que la societat es va centrar més en l'individualisme, els dormitoris es van convertir en espais altament personalitzats. L'auge del disseny d'interiors com a professió a principis del segle xx va significar que les persones podien personalitzar els dormitoris per reflectir els seus gustos personals. La producció en massa de mobles va continuar, amb innovacions com els marcs de llits ajustables, matalassos d'escuma viscoelàstica i fins i tot la il·luminació elèctrica, transformant la forma en què les persones usaven els seus dormitoris.
A mitjans del segle xx, van sorgir dissenys minimalistes, amb mobles moderns i línies més simples que van guanyar popularitat. A mesura que avançava el segle, el dormitori esdevingué no només un lloc per dormir, sinó també un espai per relaxar-se, treballar i entretenir-se. L'auge de la tecnologia a fins del segle xx, inclosos els televisors, els ordinadors i, finalment, els telèfons intel·ligents, va significar que el dormitori ja no era només un espai exclusiu per descansar, sinó que es va convertir en un centre multifuncional dins de la llar.

## Dormitoris en els diferents llocs del món
Generalment, moltes cases a Amèrica del Nord i Europa tenen almenys dos dormitoris, un de principal dedicat als caps de família, com el marit i l'esposa, i un, de vegades més, per als nens o hostes. En comunitats eclesiàstiques, castrals, refugis de muntanya… s'utilitzen dormitoris comuns. Donada la gran densitat poblacional de diverses ciutats, establiments hostalers han adoptat els dormitoris-nínxol on la superfície de l'espai és cobert pel matalàs, sobre el qual el client ha de romandre en posició asseguda o jaguda, i diferent accessoris queden acoblats o encastats a les parets i sostre.

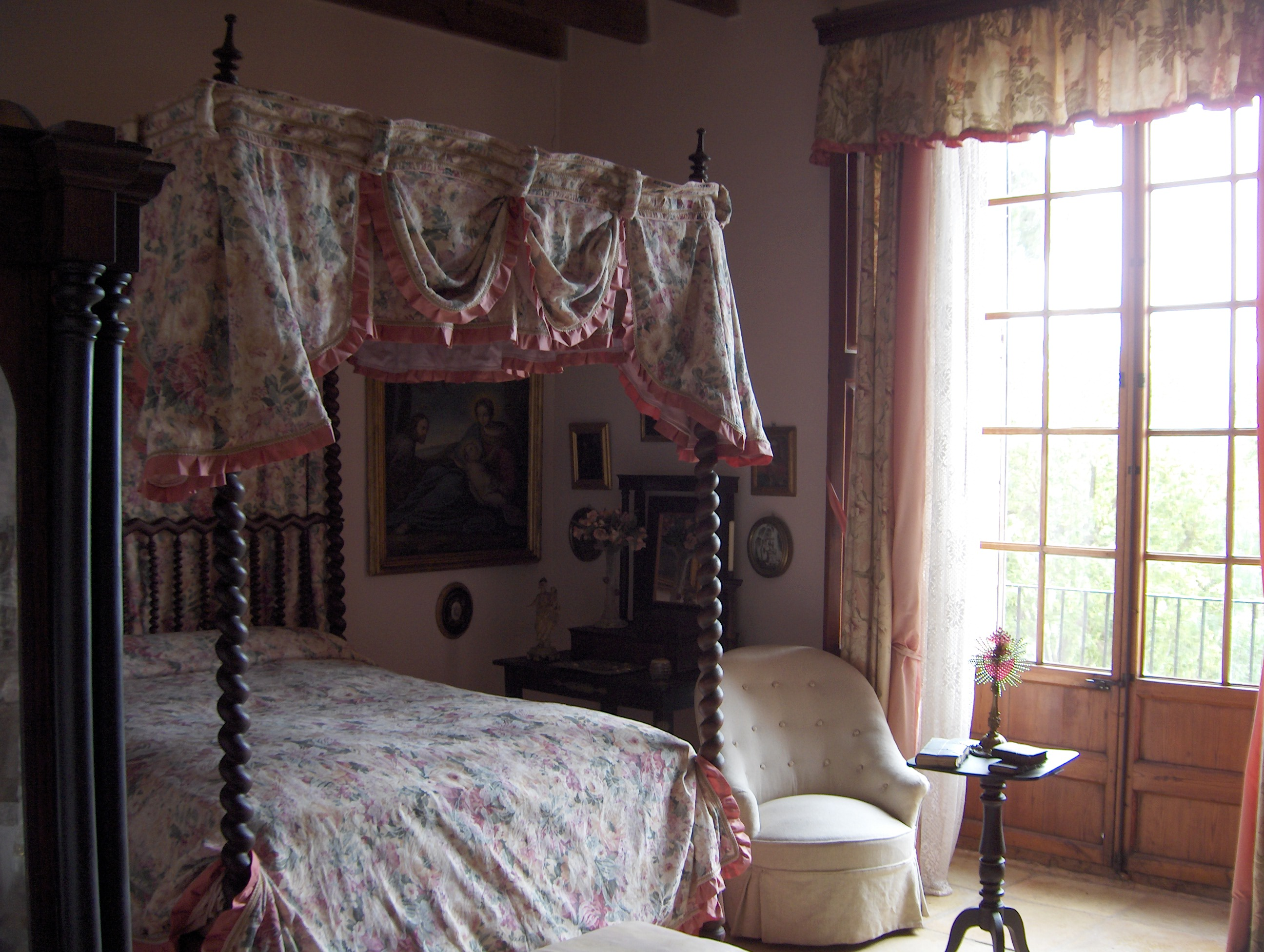
Dormitori amb diversos mobles

Els mobles i altres articles presents en els dormitoris varien granment, depenent del gust i de la tradició local. Per exemple, un dormitori pot incloure un o diversos llits de formes i mides específiques (individual o de matrimoni, lliteres, encastades, nius), aparadors, tauletes de nit, un o més armaris, catifa… Els armaris encastats són menys comuns a Europa que a Amèrica del Nord, així hi ha major ús de vestidors o d'armaris individuals a Europa. Alguns dormitoris també inclouen articles com ara tocador, escriptori, taula, cadira, butaca, prestatgeries i accessoris com ara llums, despertador, telèfon, televisió...
Algunes habitacions que es poden associar al dormitori són: 
- Un vestidor, que disposa de diversos armaris per guardar la roba i miralls per vestir-se.
- Una cambra de bany individual connectada per una porta amb el dormitori.

## Tipus de dormitoris

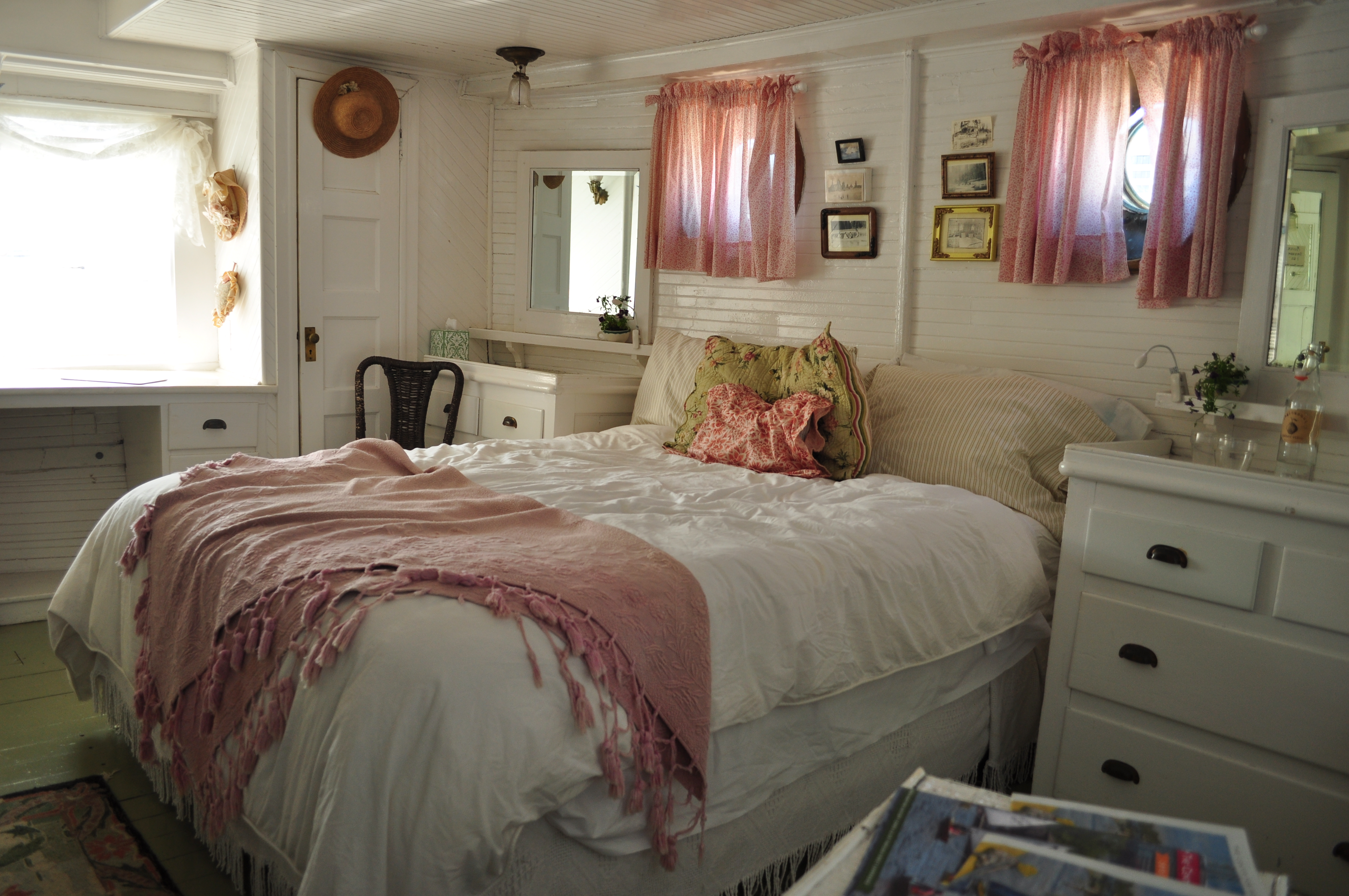
Dormitori individual

- Dormitori de matrimoni. Cal tenir en compte que el llit és doble i ocupa un lloc més gran. És convenient disposar de dues tauletes de nit. Els capçals i tauletes de disseny modern són més pràctics que els clàssics. En comptes de capçal, una altra opció és una lleixa per col·locar objectes. Si pengen uns quadres a sobre, es donarà un aire més personal a l'habitació. Si disposeu d'espai per a un vestidor, la zona més propera al bany és el lloc ideal per ubicar-lo. És interessant planificar prestatgeries per a llibres, o un racó on llegir i treballar.

- Dormitori doble. Es caracteritza perquè té dos llits: no sempre és usat per un matrimoni, pot ser compartit per dos germans o servir per als convidats. Els criteris del dormitori de matrimoni es poden aplicar a aquest. Millor que tingui dues tauletes que una de central. Es recomana que l'amplada dels llits sigui àmplia. Lliteres, llits enlaire o niu són perfectes opcions, ja que ocupen menys espai i compleixen més funcions que les exemptes.

- Dormitori individual. Són espais on només hi ha un llit de plaça. La decoració dependrà de la persona que ho ocupi. Però sempre és recomanable la tauleta, taula amb cadira per treballar i butaca per llegir. L'armari és preferible que estigui dins. Admet llits amb dosser o altres de línies més rectes.

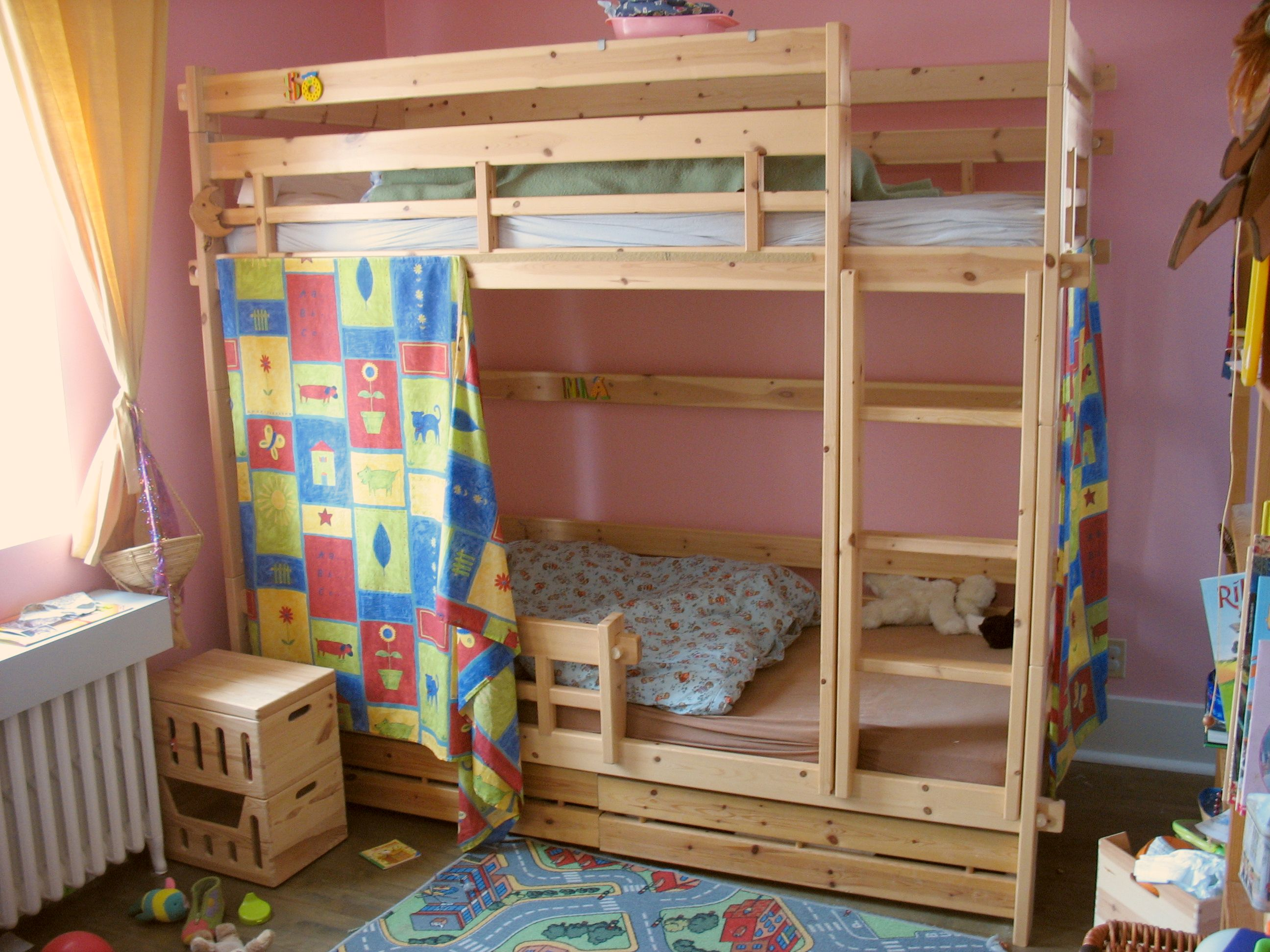
Dormitori infantil

- Dormitori estudi. Com compleix una doble funció, la seva resolució és diferent de les anteriors. Ha de resultar còmode per treballar, per la qual cosa si cal es sacrifiquen algunes de les comoditats dels pensats només per dormir. El llit es converteix en un element, ja que la part principal és el racó de feina. A les habitacions altes l'espai es pot dividir en dues zones, amb una tarima de fusta que formi un altell per al llit i reservar la part inferior per a estudi, o al contrari. Al mercat hi ha modulars per a les necessitats d'aquest tipus de dormitoris.

- Dormitori infantil. Els nens necessiten lloc per jugar i a més per emmagatzemar joguines. Es recomana conjunts de mobles a mida, o modulars que aprofitin l'espai. Quan és nadó, el llit se substitueix pel bressol. Admeten una decoració amb més color i teles que els juvenils.

## Il·luminació
Per les seves diferents usos, es recomana disposar en el dormitori d'una varietat de sistemes d'il·luminació: 
- Il·luminació general, proporcionada per un llum o focus estàndard que enllumenin la major part de les habitacions. S'utilitza durant el dia per realitzar les activitats quotidianes.
- il·luminació de nit, composta per llum sobre aplics sobre les tauletes amb un focus de llum tènue i limitat. S'utilitza abans i durant les hores de son.
- il·luminació de lectura, representada per focus sobre llums col·locats sobre el llit. És la més adequada per a llegir. Per llegir en posició ajaguda sense molestar una parella que desitja dormir hi ha la llum nimblight.

## Consells útils

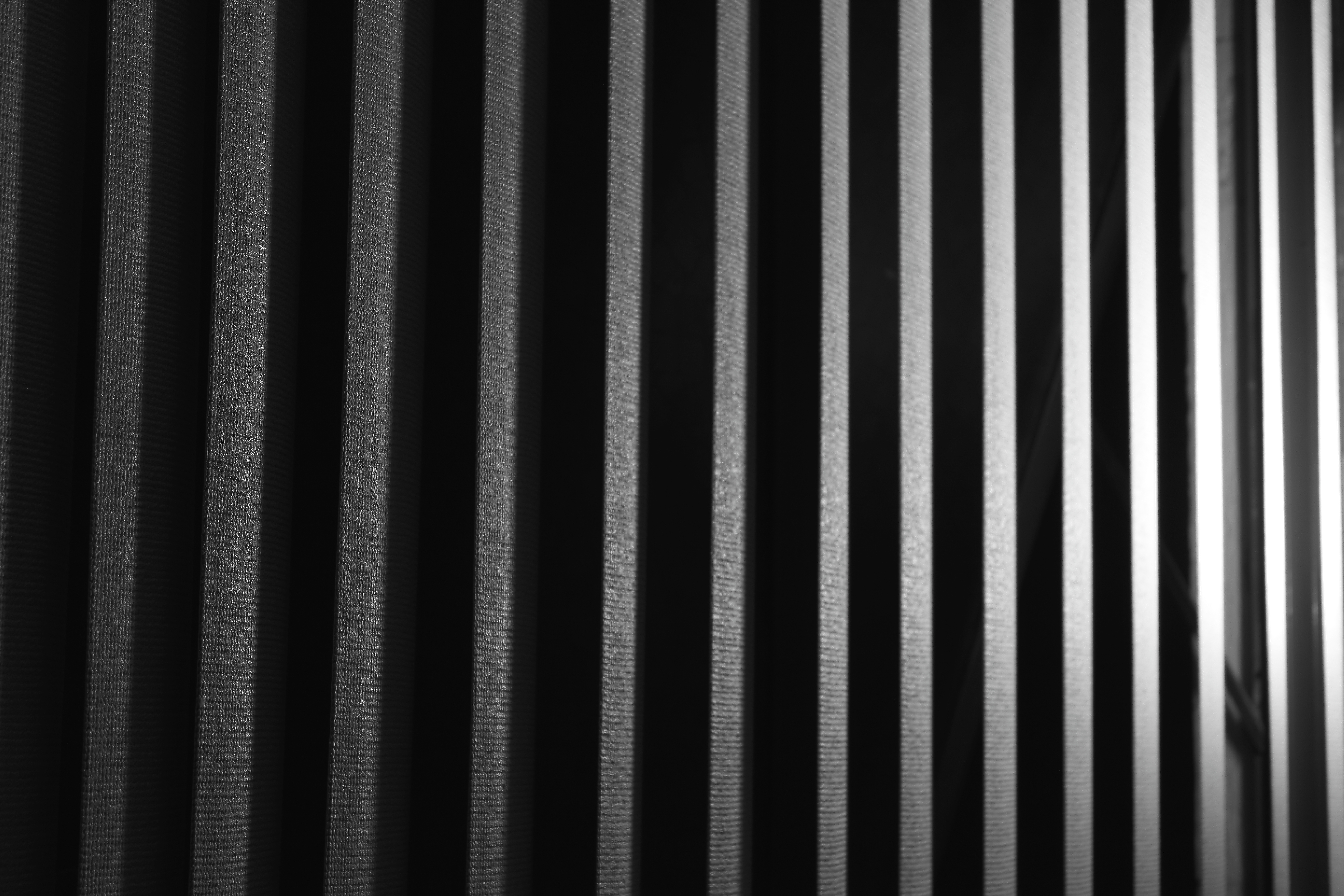
Llum a les persianes.

- El dormitori ha de ser una habitació exterior perquè pugui ser ventilada diàriament.
- El millor sistema per aïllar un dormitori de la llum exterior és proveir-lo de persianes. No obstant això, en moltes cultures se'n prescindeix sistemàticament.
- Un bon aïllament acústic també resulta convenient per procurar un bon somni.
- La posició dels llits pot contribuir a potenciar l'espai usat com a tal. Per això es poden fer servir diversos sistemes com cabines, catres o llits plegables en cas d'habitacions molt petites o on cal estalviar espai.
- Els colors clars ajuden a donar amplitud a l'espai i la lluminositat. També contribueixen a generar sensacions de tranquil·litat i repòs.